# Divoká Maryna
Divoká Maryna je česká komedie z roku 1919 režiséra Vladimíra Slavínského. Film byl jeho prvním samostatným počinem a zároveň prvním filmem vydaným studiem POJAFILM, které založil společně s Aloisem Jalovcem. 
Ve své době byl film označen jako "...nejpodařenější dosud česká filmová veselohra...".
Filmový materiál je považován za ztracený.

## Obsah filmu
Filmový podnikatel pozná v Praze tvrdohlavou dívku Marynu, dá se najmout za čeledína na statek jejího otce a získá nakonec její srdce, když předtím změnil její neústupnou povahu.

## Obsazení
| Míla Holeková      | statkářova dcera Maryna   |
| Vladimír Slavínský | filmový podnikatel Rondel |
| Přemysl Pražský    | filmový režisér           |
| Karel Schleichert  | Maryinin otec             |
| Anna Zelenková     | Marynina matka            |
| Jan Skála          | role neurčena             |
| Eduard Šimáček     | role neurčena             |